# Tipula yusouoides
Tipula yusouoides är en tvåvingeart som beskrevs av Alexander 1929. Tipula yusouoides ingår i släktet Tipula och familjen storharkrankar. Inga underarter finns listade i Catalogue of Life.